# Zanthoxylum flavum
Zanthoxylum flavum es una especie de árbol perteneciente a la familia de las rutáceas. Se encuentra en Anguilla, Antigua y Barbuda, Bahamas, Bermuda, Cuba, la República Dominicana, Guadalupe, Haití, Jamaica, Puerto Rico, y los Cayos de Florida, excepto de Key West donde ha sido exterminada. Se considera en peligro de extinción por la explotación de su madera que es densa, durable y utilizada en trabajos delicados.

## Descripción
En su distribución subtropical, Z. flavum crece en zonas con alta precipitación de promedio durante todo el año o con la estación seca definida. Crece en una gran variedad de suelos con diferentes regímenes de drenaje, desde el rápido drenaje de los suelos volcánicos a los suelos arcillosos con buen drenaje. El árbol puede crecer en suelos de serpentina. Tiene un fuste recto, produciendo una cubierta limitada de hojas compuestas pinnadas. La inflorescencia en forma de racimos de color amarillo pálido con pequeñas flores de color crema y pequeñas semillas de color negro.

## Ecología
La polinización es probablemente realizada por las abejas, y las semillas se cree que son dispersadas por aves y murciélagos al igual que en la especie estrechamente relacionada, Zanthoxylum martinicense.

## Taxonomía
Zanthoxylum flavum fue descrita por Martin Vahl y publicado en Eclogae Americanae 3: 48–49, en el año 1807.
Subespecies aceptadas
- Zanthoxylum flavum subsp. flavum
- Zanthoxylum flavum subsp. pistaciifolium (Griseb.) Reynel

Sinonimia
subsp. flavum
- Fagara dictyophylla Urb.
- Fagara organosia Urb.
- Zanthoxylum caribaeum var. floridanum (Nutt.) A.Gray
- Zanthoxylum cribosum Spreng.
- Zanthoxylum dictyophyllum (Urb.) Alain
- Zanthoxylum duplicipunctatum C.Wright ex Griseb.
- Zanthoxylum floridanum Nutt.
- Zanthoxylum organosium (Urb.) Alain
- Zanthoxylum trichilioides

subsp. pistaciifolium
- Zanthoxylum pistaciifolium Griseb.[8]